# Ratko Dobre
Ratko Dobre (10. rujna Šibenik, 1939. – Zagreb, 26. kolovoza 2008.) je hrvatski sveučilišni profesor iz područja ekonomije, znanstvenik, publicist i intelektualac.
Područja njegova znanstvenog interesa bili su ekonomija, podpodručje menadžment i upravljanje. Tim je temama pristupao s točke gledišta ekonomike i organizacije poduzeća. Drugo područje njegova interesa bila je biologija pčela. 

## Životopis
Rodio se je u Šibeniku 1939. godine. U Zadru je pohađao gimnaziju. Studirao je u Zagrebu na Ekonomskom fakultetu. Magistrirao je na marketingu, a doktorirao na temi Teorijske osnove samoupravnog organiziranja tržišne funkcije industrijske radne organizacije i njihov odraz u aplikaciji 1981. godine. Usavršavao se i Italiji, na sveučilištu u Perugiji. 
Prvo je radio je u poduzećima u analitičko-planskim i komercijalnim službama.
Potom je prešao u prosvjetu.Od 1986. je znanstveni suradnik. Nakon što je postao profesorom na visokoj školi, usmjerio se na pisanje visokoškolskih udžbenika i skripta. Kakvoća nekolicine njegovih naslova bila je tolika da su klasificirane kao knjige s elementima znanstvenog djela. Na Visokoj školi za turistički menadžment u Šibeniku je radio mnogo godina kao viši predavač i profesor, a poslije je bio i dekanom na istoj ustanovi. 
Suautor je programa po kojem je radila šibenska Visoka škola za turistički menadžment. Taj je program ujedno i program Visoke škole za menadžment u Virovitici.
U Zadru je od 2005. predavao na sveučilišnom Studiju menadžmenta Sveučilišta u Zadru.
Njegov doprinos pčelarstvu su radovi u časopisu Pčeli, gdje je bio u uredništvu i izdavačkom vijeću. Zajednički znanstveni rad u kojem je sudjelovao i Dobre izložen je 1984. u Brazilu na Svjetskom kongresu pčelara.
Bio je vijećnikom u sveučilišnom vijeću splitskog sveučiišta i zadarskog Filozofskog fakulteta.
Umro je 2008. godine. Pokopan je u Zadru.

## Nagrade
- Dobitnik je triju visokih državnih odličja.

- Humanitarni rad Ratka Dobre nije prošao nezapažen, pa je i za to dobio priznanja.

- Njegova knjiga Organizacija tržišne funkcije je ušla u fundus vašingtonske Kongresne knjižnice.

- nagrada Grada Zadra za znanstvenu djelatnost

## Djela
- Organizacija tržišne funkcije u industrijskoj organizaciji udruženog rada, 1983.
- Ekonomika i organizacija ugostiteljskih poduzeća, udžbenik Visoke škole za turizam u Šibeniku, 2001.
- Menadžment ugostiteljstva, udžbenik Visoke škole za turistički menadžment u Šibeniku, 2003.
- Inovacije, tehnološke promjene i strategije, udžbenik Visoke škole za turistički menadžment u Šibeniku, 2005.
- Osnove turizma, 2005. (skripta Visoke škole za turistički menadžment u Šibeniku)
- Poduzetništvo, Sveučilište u Zadru, 2006.
- Ekonomika poduzeća: (s ekonomikom ugostiteljstva), udžbenik Visoke škole za turistički menadžment u Šibeniku, 2006.
- Ekonomika poduzeća, skripta, Zadar, 2007. (za Veleučilište u Varaždinu)
- Pogledi i mišljenja, publicistika
- Informacija, Čala, Ivo (ur.), Hrvatsko društvo održavatelja, Zagreb, 2006. (suautor Petar Čovo).[3]

## Vanjske poveznice
- Slobodna Dalmacija In memoriam prof. dr. sc. Ratko Dobre